# Tammela
Tammela [ˈtɑmːɛlɑ] ist eine Gemeinde in der finnischen Region Häme mit 5879 Einwohnern (Stand 31. Dezember 2022). Sie liegt in der Landschaft Kanta-Häme 8 Kilometer östlich der Stadt Forssa.

## Dörfer
Außer dem Gemeindezentrum gehören zu Tammela die Dörfer Heinu, Hevoniemi, Hykkilä, Häiviä, Iittala, Kallio, Kankainen, Kaukjärvi, Kaukola, Keikkala, Kuuslammi, Kytö, Letku, Liesjärvi, Lunkaa, Mustiala, Ojainen, Orjanhirsi, Pappila, Patamo, Pikonkorpi, Porras, Riihivalkama, Saari, Sauvola, Sukula, Susikas, Taljala, Talpia, Tammela, Teuro, Torajärvi und Torro.

## Geschichte

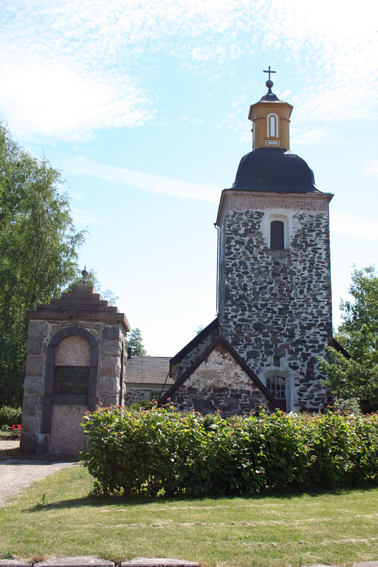
Mittelalterliche Feldsteinkirche

Tammela ist von finnisch tammi, „Eiche“ abgeleitet und könnte sich auf die Ortsgründung inmitten von Eichenwäldern beziehen. Das Wappen der Gemeinde zeigt entsprechend drei Eichenblätter und zwei Eicheln. Die erste urkundliche Erwähnung von Tammela stammt aus dem Jahr 1423. Tammela bezeichnet sich selbst als „Hakkapeliitta-Gemeinde“, weil im Dreißigjährigen Krieg besonders viele finnische Söldner aus Tammela kamen. Die Nachbarstadt Forssa war ursprünglich ein Teil von Tammela. Als Forssa aber durch die dort ansässigen Industriebetriebe stark angewachsen war, wurde es 1923 aus Tammela gelöst und zu einem eigenständigen Marktflecken erhoben. 1956 vergrößerte sich das Gemeindegebiet von Tammela wiederum, als ein Teil der aufgelösten Gemeinde Kalvola eingemeindet wurde.
Tammela liegt am Ochsenweg, dem historischen Handelsweg von Turku nach Häme. Heute ist der Ochsenweg eine touristische Route. Hauptsehenswürdigkeit von Tammela ist die mittelalterliche Feldsteinkirche, die Mitte des 16. Jahrhunderts erbaut und 1781–1785 erweitert wurde. Das Kirchdorf von Tammela ist ein kulturgeschichtlich wertvolles Milieu, weil es trotz einiger Neubauten sein historisches Antlitz recht gut behalten konnte.

## Persönlichkeiten
- Petter Adolf Karsten (1834–1917), Mykologe, verbrachte den Großteil seines Lebens in Tammela

### Söhne und Töchter
- Rabbe Enckell (1903–1974), Schriftsteller, Dichter und Maler
- Niilo Ryhtä (1906–1995), Politiker, Mitglied des Reichstags und Minister
- Eero Laine (1926–1998), Biathlet
- Antti Laaksonen (* 1973), Eishockeyspieler